# 尼古拉斯·R·科扎雷利
尼古拉斯·R·科扎雷利（1938年3月26日—2006年3月19日）是一位美国生物化学家，加利福尼亞大學柏克萊分校教授，1989年当选美国国家科学院院士，曾任《美国国家科学院院刊》（PNAS）總編輯。